# Arbre généalogique

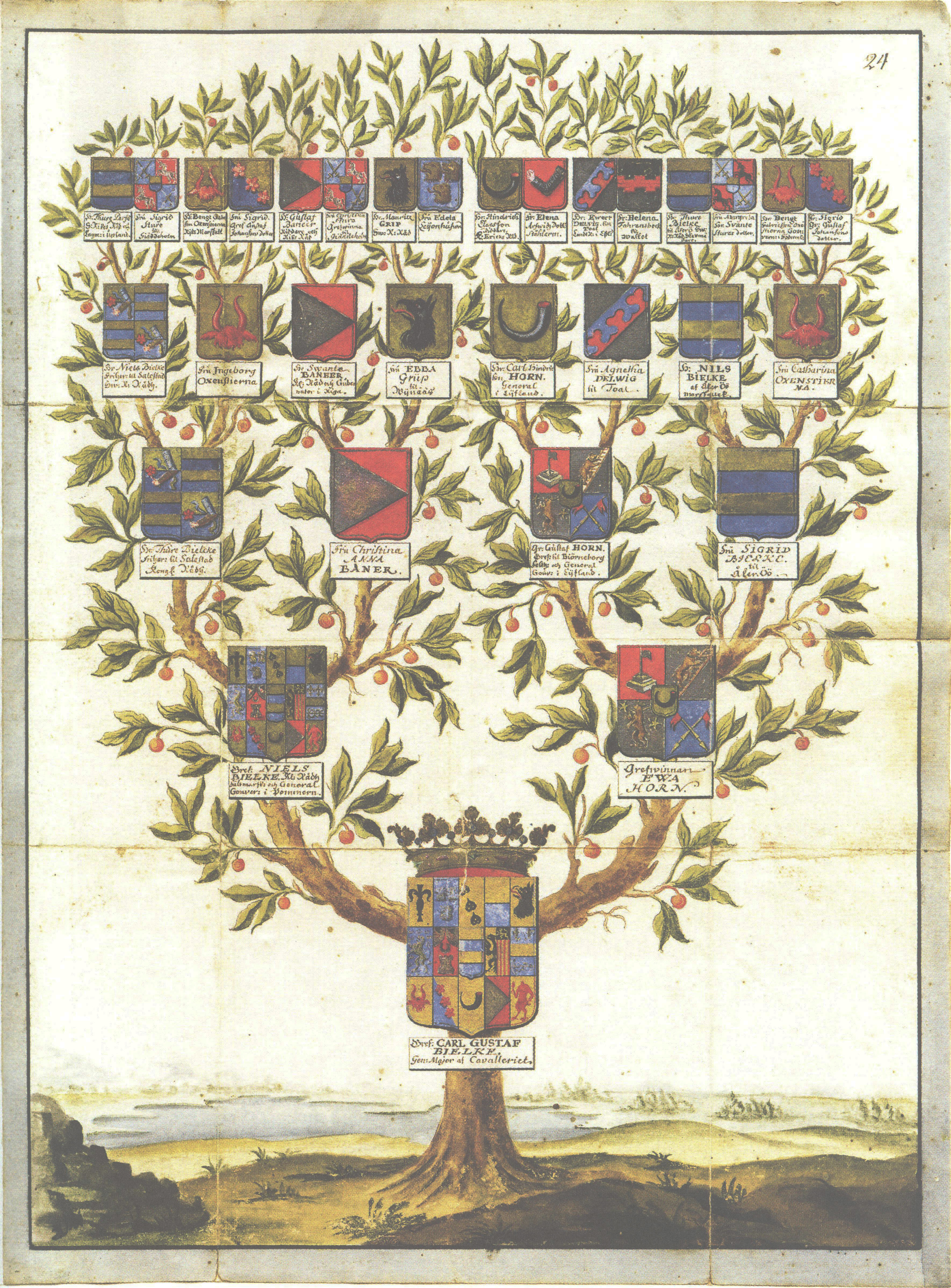
Arbre généalogique de Carl Gustaf Bielke.

Un arbre généalogique est une représentation graphique de la généalogie ascendante ou descendante d'un individu, dit de cujus (celui sur lequel porte la généalogie). Par abus de langage, cette représentation structurée des liens familiaux entre les personnes est souvent appelée arbre à l'image de l'arbre végétal mais il existe également d'autres représentations par exemple circulaire ou semi-circulaire. Par extension, ce type de schéma peut être utilisé pour les taxons de tout type d'être vivant, même si on parle plutôt de généalogie pour les humains et de pedigree pour les animaux.

## Origine

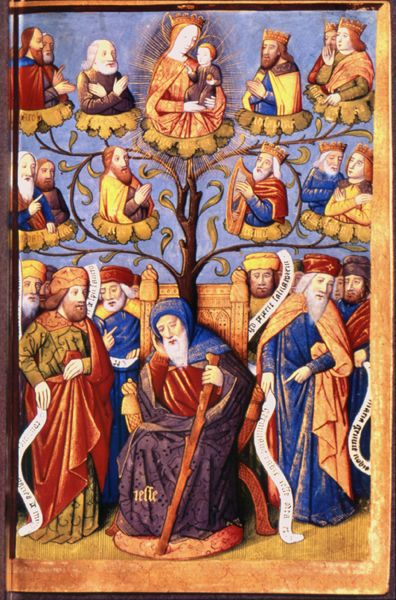
Arbre de Jessé, avec Jessé assis. Arsenal, manuscrit 416 f° 7.

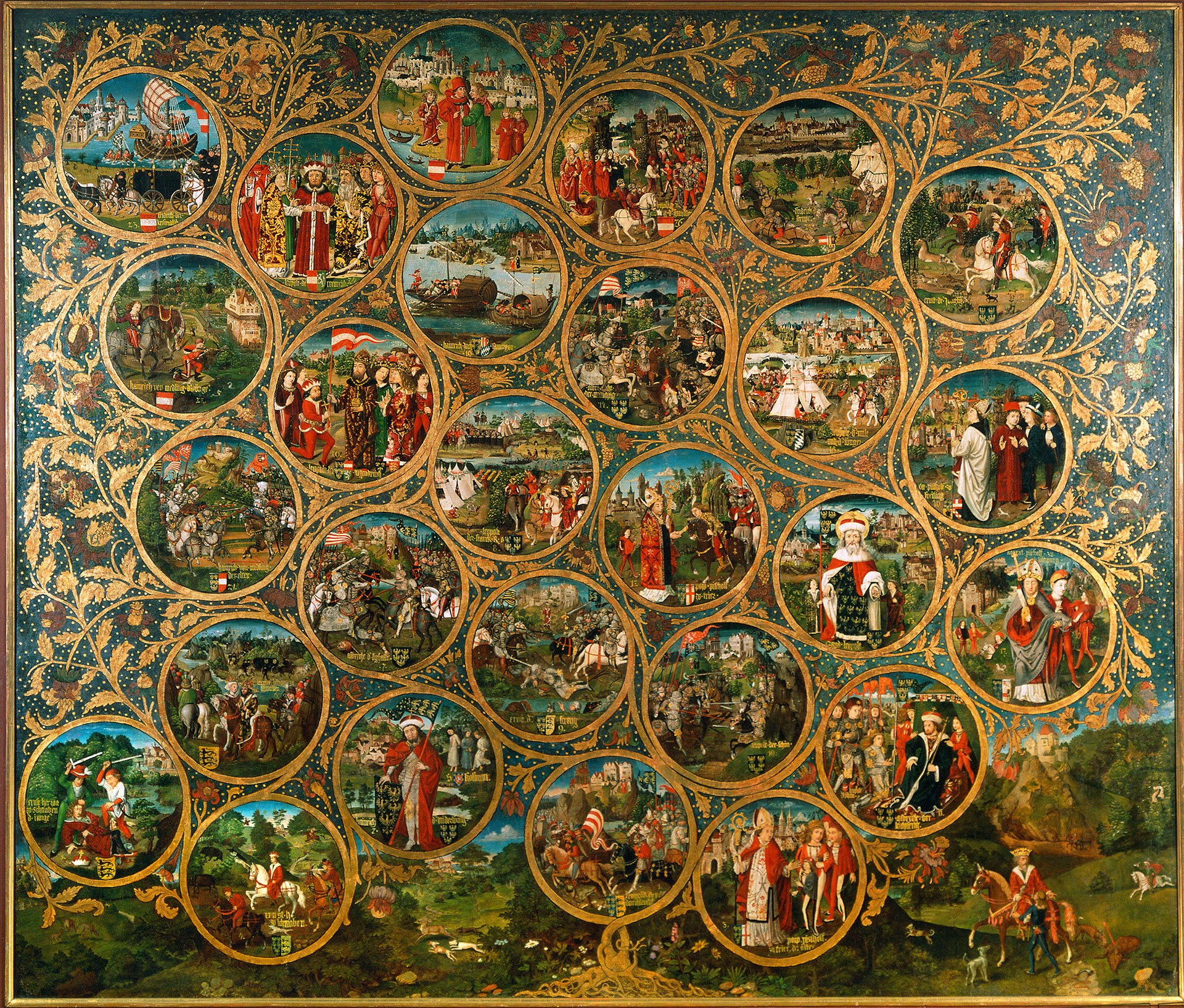
Généalogie des Babenberg, 1489-1492.

Dans la civilisation gréco-latine existe un culte organisé de la généalogie : dans les grandes maisons, les ancêtres sont représentés en portraits hiérarchisés sur les murs (peintures, bas-reliefs) ou dans les cortèges funéraires et dans des arbres généalogiques conservés dans des écrits, les stemmata,.
Dans le christianisme, la représentation graphique des relations familiales au Moyen Âge se fait sur le modèle biblique de l'Arbre de Jessé représentant Jessé assis ou allongé "portant" un arbre lui sortant du dos avec ses descendants dont le roi David et Jésus de Nazareth. D'autres dessins montrent Jessé avec cet arbre sortant du ventre. Jessé étant l'ascendant, Jésus son descendant se situe tout en haut de l'arbre. L'arbre de Jessé est apparu dès le XIIe siècle et traduit en image la généalogie de Jésus telle que donnée par les Évangiles de Matthieu et Luc. Pour autant ce modèle n'est pas la seule origine de l'arbre généalogique car il est apparu peu de temps avant l'essor des arbres généalogiques non bibliques ; le Compendium historiae in genealogia Christi (Abrégé de l'histoire à travers la généalogie du Christ) de Pierre de Poitiers réalisé sur un rouleau de parchemin à la fin du XIIe siècle a l'avantage de ne pas avoir à tourner de pages pour dérouler une généalogie et aura une influence sur les chroniques généalogiques réalisées ultérieurement.
Auparavant Beatus avait réalisé le Commentaire de l'Apocalypse en 776 qui compilait des tables généalogiques illustrant la descendance d'Adam jusqu'à Jésus mais la lecture des lignées est ardue. Ensuite la représentation sous forme de chaîne de médaillons contenant les portraits ou les noms des individus et reliés entre eux par des traits ou des rubans commence à être mise en œuvre. Au IXe siècle apparaissent des diagrammes dits « arbres du droit » (arbores juris) comprenant les arbres de consanguinité et les arbres d'affinité à l'intérieur desquels le mariage est interdit.
La féodalité valorisant le lignage et les bourgeois recherchant leur « ancêtre enracineur », voire à se raccrocher à une ascendance divine ou légendaire, par exemple au troyen Énée, les aristocrates présentent leur lignée sous forme d'arbre généalogique. Le roi veut trôner en haut de l'arbre comme Jésus sur l'arbre de Jessé, à l'instar de Henri VI d'Angleterre en 1432 qui se réclamait de Saint Louis. Une des premières représentations non bibliques se trouve dans la Genealogia deorum gentilium (« Généalogie des dieux des païens ») de Boccace au milieu du XIVe siècle. Les ancêtres sont modélisés dans les racines qui sont dessinées soit dans le ciel, soit dans le sol, le modèle n'ayant toujours pas été tranché. Bernard Gui rédige également un arbre de la généalogie des rois des Francs, cinq éditions furent produites entre 1313 et 1331, où pour la première fois on trouve les mots arbre et généalogie dans un titre. La diffusion de la généalogie est facilitée par l'invention de l'imprimerie, et plusieurs pays d'Europe s'y adonnent. C'est dans les pays germaniques que se développe le plus la représentation par arbre généalogique, par exemple l'illustration de la Maison de Babenberg, et l'arbre devient explicite de lui-même sans avoir besoin de rajouter de texte.
À partir du XVe siècle, on voit apparaître des généalogies représentées graphiquement sur des panneaux en bois peints à l'instar de celui conservé à la collégiale de Mons intitulé Le parentage S. Wauldrud. Comtesse de Hainault. Il comporte cinquante-huit personnages de la généalogie de Sainte Waudru représentés en buste et avec des branches stylisées pour indiquer les lignages.

## Arbres notoires
L'arbre le plus ancien est celui de la famille Lurie (ou Lourié), considérée comme la plus vieille famille Ashkénaze, remonte quant à lui au roi David, il comprend plusieurs personnalités à l'instar de Sigmund Freud, Martin Buber, Rachi et Ézéchias,.
L'arbre généalogique le plus ancien et comprenant le plus de membres est celui de Confucius qui s'étend sur plus de 80 générations et compte plus de deux millions de descendants .
Le plus grand arbre généalogique du monde réunissait vers 2014 environ 13 millions de personnes qui ont vécu depuis 5 siècles et grâce à un travail scientifique récent, et aux possibilités offertes par l'Internet il a été élargi pour atteindre en 2018 environ 86 millions de personnes. Construit en grande partie par crowdsourcing, il est une source unique de données pour des scientifiques qui ont par exemple grâce à lui pu montrer que nos gènes n'ont statistiquement que peu d'importance pour notre espérance de vie (par rapport aux facteurs environnementaux et comportementaux : 16% contre environ 25% pensait-on jusqu'alors d'après des études scandinaves faites sur des groupes de jumeaux (cette différence pourrait s'expliquer selon Kaare Christensen (directeur du Danish Twin Registry d'Odense) par l'histoire et l'environnement paisible de la Scandinavie qui aurait pu donner à la génétique un rôle plus important qu'en moyenne dans le monde,. Des chercheurs de l'Université Columbia ont commencé à mailler cet arbre avec les données du site DNA.Land où des volontaires partagent leurs données de génotypage d'ADN (issues de test d'ADN ouverts à tous tels que 23andMe et MyHeritage) tout en remplissant des questionnaires de santé. Ce travail est ensuite anonymisé et partagé avec d'autres chercheurs qui espèrent avec les outils du Big data pouvoir en tirer de nombreuses informations sur les liens nature-culture et plus précisément sur les liens entre gènes, maladies, démographie et environnement et culture, mais aussi des données historiques, sociologiques, etc.

## Représentations

### Représentation actuelle
À l'inverse de la représentation de l'arbre de Jessé avec Jésus en haut de l'arbre, il est plus courant aujourd'hui de trouver une représentation où le sujet, de cujus sur lequel on réalise une recherche généalogique ascendante, est représenté à la racine de l'arbre, c'est-à-dire au pied, ses ancêtres étant ensuite représentés en tant que feuilles et reliés par des branches. Ainsi l'arbre s'étoffe à mesure que les ascendants sont découverts. Cela peut sembler moins logique car la racine d'un arbre en milieu naturel est ce qu'il y a de plus vieux et les branches ou feuilles sont plus jeunes. La racine d'un arbre généalogique devrait être l'individu le plus vieux mais il est difficile de déterminer le plus vieil ancêtre quand une recherche commence. Par contre en généalogie descendante, la recherche s'effectue sur un individu donné et vise à trouver tous ses descendants, une représentation par arbre avec l'individu, par définition plus vieux que ses descendants, au pied de l'arbre est tout à fait possible. Mais cela peut aussi sembler moins logique car temporellement, on peut considérer qu'on lit de haut en bas et du plus vieux vers le plus jeune, de plus les descendants par définition descendent d'un individu et il peut sembler logique d'avoir les plus jeunes générations en dessous des anciennes.
D'autres types de présentation sont possibles, par exemple sous forme de tableau d'ascendance où l'individu de cujus est représenté à gauche et ses ascendants de gauche à droite. Il est possible de représenter une ascendance sous forme de diagramme circulaire ou semi-circulaire, le de cujus étant au centre et chaque génération ajoute un cercle autour de la génération précédente. L'avantage des représentations circulaires est qu'elles occupent moins de place, on peut positionner plus de générations que sous la forme d'un arbre, à espace équivalent.

### Sous forme d'arbre
Exemple d'arbre ascendant à trois degrés.
| Grand-père paternel | Grand-père paternel | Grand-père paternel | Grand-père paternel | Grand-père paternel | Grand-père paternel |      |      | Grand-mère paternelle | Grand-mère paternelle | Grand-mère paternelle | Grand-mère paternelle | Grand-mère paternelle | Grand-mère paternelle |                             |  |  |  |  |  | Grand-père maternel | Grand-père maternel | Grand-père maternel | Grand-père maternel | Grand-père maternel | Grand-père maternel |      |      | Grand-mère maternelle | Grand-mère maternelle | Grand-mère maternelle | Grand-mère maternelle | Grand-mère maternelle | Grand-mère maternelle |  |  |  |  |  |  |  |  |  |  |  |  |  |  |  |  |  |  |  |  |  |  |  |  |  |  |
| Grand-père paternel | Grand-père paternel | Grand-père paternel | Grand-père paternel | Grand-père paternel | Grand-père paternel |      |      | Grand-mère paternelle | Grand-mère paternelle | Grand-mère paternelle | Grand-mère paternelle | Grand-mère paternelle | Grand-mère paternelle |                             |  |  |  |  |  | Grand-père maternel | Grand-père maternel | Grand-père maternel | Grand-père maternel | Grand-père maternel | Grand-père maternel |      |      | Grand-mère maternelle | Grand-mère maternelle | Grand-mère maternelle | Grand-mère maternelle | Grand-mère maternelle | Grand-mère maternelle |  |  |  |  |  |  |  |  |  |  |  |  |  |  |  |  |  |  |  |  |  |  |  |  |  |  |
|                     |                     |                     |                     |                     |                     |      |      |                       |                       |                       |                       |                       |                       |                             |  |  |  |  |  |                     |                     |                     |                     |                     |                     |      |      |                       |                       |                       |                       |                       |                       |  |  |  |  |  |  |  |  |  |  |  |  |  |  |  |  |  |  |  |  |  |  |  |  |  |  |
|                     |                     |                     |                     | Père                | Père                | Père | Père | Père                  | Père                  |                       |                       |                       |                       |                             |  |  |  |  |  |                     |                     |                     |                     | Mère                | Mère                | Mère | Mère | Mère                  | Mère                  |                       |                       |                       |                       |  |  |  |  |  |  |  |  |  |  |  |  |  |  |  |  |  |  |  |  |  |  |  |  |  |  |
|                     |                     |                     |                     | Père                | Père                | Père | Père | Père                  | Père                  |                       |                       |                       |                       |                             |  |  |  |  |  |                     |                     |                     |                     | Mère                | Mère                | Mère | Mère | Mère                  | Mère                  |                       |                       |                       |                       |  |  |  |  |  |  |  |  |  |  |  |  |  |  |  |  |  |  |  |  |  |  |  |  |  |  |
|                     |                     |                     |                     |                     |                     |      |      |                       |                       |                       |                       |                       |                       |                             |  |  |  |  |  |                     |                     |                     |                     |                     |                     |      |      |                       |                       |                       |                       |                       |                       |  |  |  |  |  |  |  |  |  |  |  |  |  |  |  |  |  |  |  |  |  |  |  |  |  |  |
|                     |                     |                     |                     |                     |                     |      |      |                       |                       |                       |                       |                       |                       | Individu "racine", de cujus |  |  |  |  |  |                     |                     |                     |                     |                     |                     |      |      |                       |                       |                       |                       |                       |                       |  |  |  |  |  |  |  |  |  |  |  |  |  |  |  |  |  |  |  |  |  |  |  |  |  |  |

Exemple d'arbre descendant à trois degrés.
|            |            |            |            |            |            |      |      |            |            |            |            |            |            | Individu "racine", de cujus |  |  |  |  |  |            |            |            |            |            |            |       |       |            |            |            |            |            |            |  |  |  |  |  |  |  |  |  |  |  |  |  |  |
|            |            |            |            |            |            |      |      |            |            |            |            |            |            |                             |  |  |  |  |  |            |            |            |            |            |            |       |       |            |            |            |            |            |            |  |  |  |  |  |  |  |  |  |  |  |  |  |  |
|            |            |            |            |            |            |      |      |            |            |            |            |            |            |                             |  |  |  |  |  |            |            |            |            |            |            |       |       |            |            |            |            |            |            |  |  |  |  |  |  |  |  |  |  |  |  |  |  |
|            |            |            |            | Fils       | Fils       | Fils | Fils | Fils       | Fils       |            |            |            |            |                             |  |  |  |  |  |            |            |            |            | Fille      | Fille      | Fille | Fille | Fille      | Fille      |            |            |            |            |  |  |  |  |  |  |  |  |  |  |  |  |  |  |
|            |            |            |            | Fils       | Fils       | Fils | Fils | Fils       | Fils       |            |            |            |            |                             |  |  |  |  |  |            |            |            |            | Fille      | Fille      | Fille | Fille | Fille      | Fille      |            |            |            |            |  |  |  |  |  |  |  |  |  |  |  |  |  |  |
|            |            |            |            |            |            |      |      |            |            |            |            |            |            |                             |  |  |  |  |  |            |            |            |            |            |            |       |       |            |            |            |            |            |            |  |  |  |  |  |  |  |  |  |  |  |  |  |  |
| Petit-fils | Petit-fils | Petit-fils | Petit-fils | Petit-fils | Petit-fils |      |      | Petit-fils | Petit-fils | Petit-fils | Petit-fils | Petit-fils | Petit-fils |                             |  |  |  |  |  | Petit-fils | Petit-fils | Petit-fils | Petit-fils | Petit-fils | Petit-fils |       |       | Petit-fils | Petit-fils | Petit-fils | Petit-fils | Petit-fils | Petit-fils |  |  |  |  |  |  |  |  |  |  |  |  |  |  |

### Circulaire ou semi-circulaire

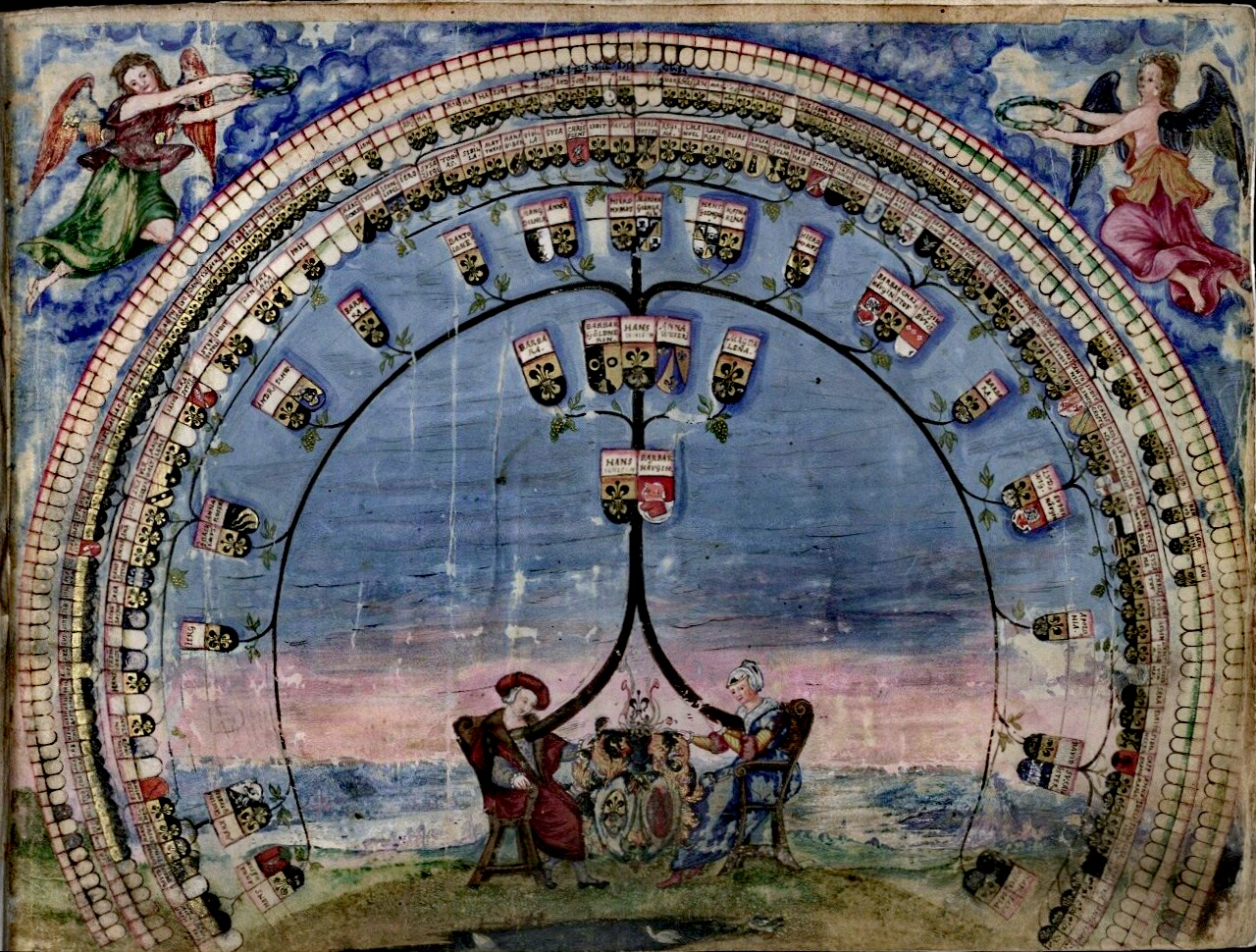
Une représentation semi-circulaire. Généalogie de Paul Jenisch, 1575.

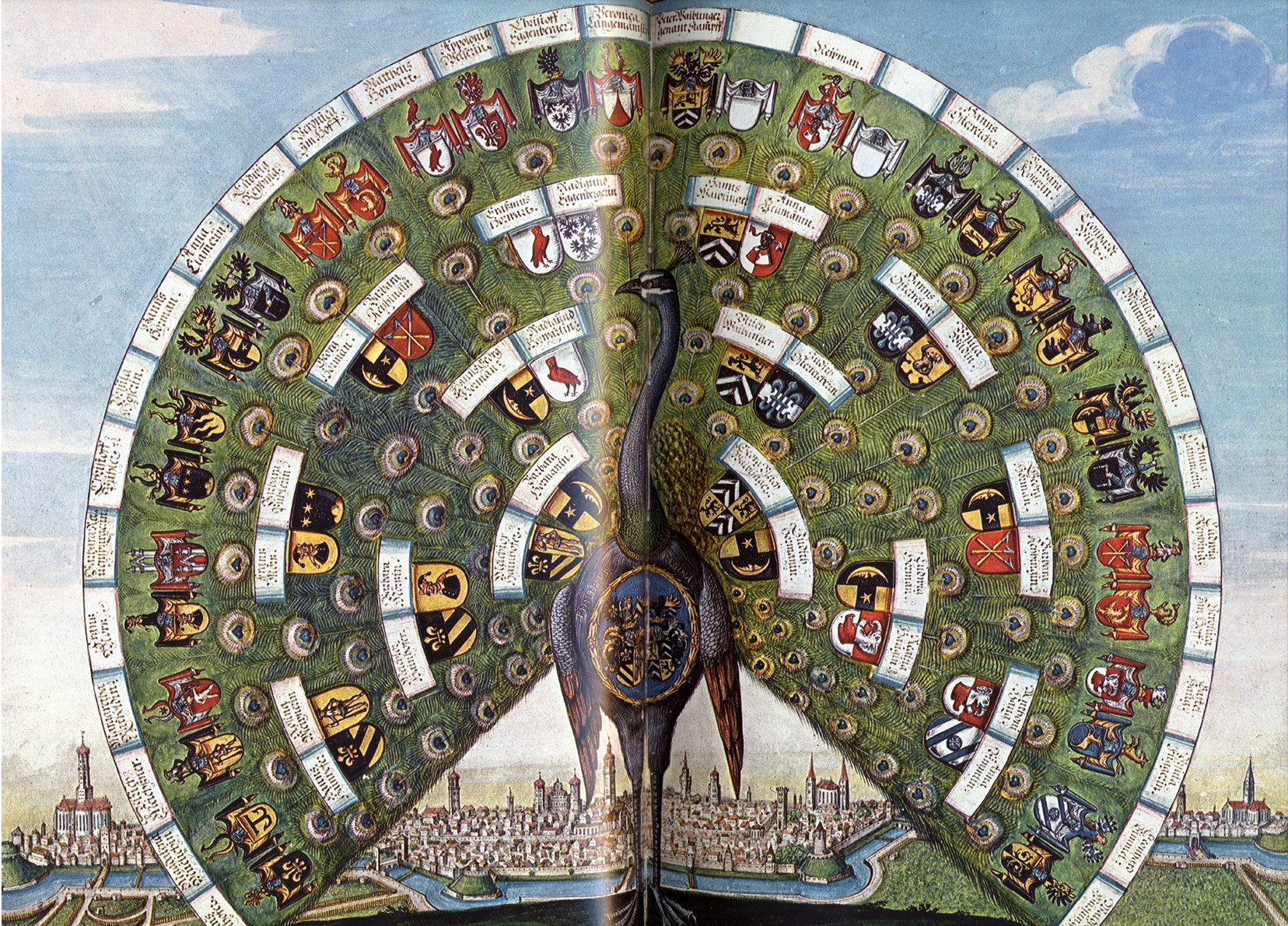
Une représentation en forme de paon. Généalogie de Philipp Hainhofer, Augsbourg, 1629.

La présentation des ancêtres peut se faire sous une forme circulaire ou semi-circulaire, l'individu souche étant au milieu et les ancêtres se plaçant en couches autour de lui, les générations les plus anciennes se situent donc vers l'extérieur. Cela permet généralement de positionner sur une même surface plus d'individus qu'une représentation étagée.

### Création d'arbre

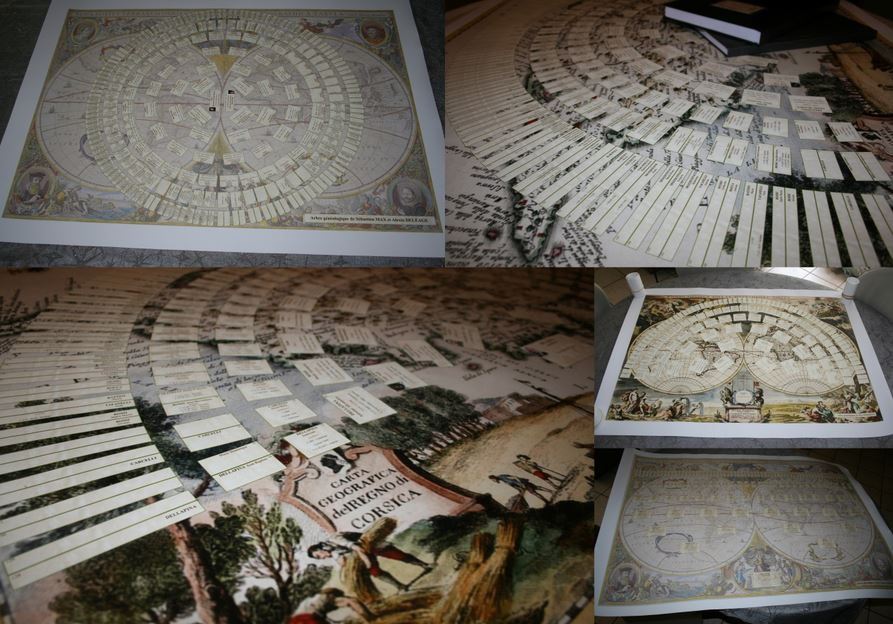
Une représentation en éventail. Réalisation Stéphanie Pain généalogiste professionnelle et illustratrice d'arbres généalogiques

Même si on peut le réaliser manuellement, de nos jours la création d'arbres généalogiques est facilitée par l'outil informatique qui permet de gérer les différents modes de présentation d'un arbre généalogique en prenant en compte le problème de l'espace disponible et des sauts entre les pages pour une impression adaptée notamment au format A4. Moins graphique, la liste d'ascendance offre une présentation plus compacte.
Plusieurs sites Internet permettent de publier une généalogie sous forme graphique et de la partager que ce soit avec d'autres généalogistes ou avec un cercle de personnes proches.
Certains généalogistes professionnels se sont spécialisés dans la création sur mesure d'arbres généalogiques, en vue de la complexité à représenter la composition familiale en ascendance comme en descendance. Par ailleurs, un arbre peut être représenté en forme classique ou sous forme circulaire. La représentation graphique se fait généralement sous la forme d'une arborescence d'où la notion « arbre ». La personne racine se trouve en bas, et les ancêtres se placent au-dessus sur des « branches » qui se subdivisent au fur et à mesure des générations. Cette représentation classique convient à une recherche dite ascendante mais également descendante. Les plus contemporains étant placés tout en haut comme des "feuilles",,
L'une des options les plus rapides et les plus faciles pour créer votre arbre est d'utiliser des modèles.

## Arbre généalogique universel
Par la mise en commun des recherches généalogiques individuelles, plusieurs sites Internet visent à développer un arbre généalogique universel en compilant dans un unique arbre tous les actes des généalogistes participants et visant à démontrer les origines communes de l'humanité.